# Canal du Midi

Garonnes respektive Canal du Midis sträckning

Canal du Midi är en 24 mil lång kanal i södra Frankrike, som förbinder Garonnefloden med Medelhavet, mellan Toulouse och medelhavshamnen i Sète. Hamnen i Sète byggdes enkom för kanalen. Syftet med kanalbygget var att undvika den långa resan runt det fientliga Spanien på vägen mellan Atlanten och Medelhavet, en resa som på 1600-talet tog gott och väl en månad.
Kanalen öppnades som Canal Royal de Languedoc den 24 maj, 1681. Den döptes dock om till Canal du Midi år 1789 av revolutionärerna. Bygget leddes av Pierre-Paul Riquet. 12 000 arbetare slet i 14 år med byggandet av kanalen. 
Canal du Midi bildar, med Canal Latéral à la Garonne, en vattenväg mellan Atlanten och Medelhavet. Kanalerna har tillsammans också kallats "Canal des Deux Mers" (De två havens kanal) på grund av förbindelsen mellan de två haven.
Kanalen flyter genom departementen Hérault, Aude och Haute-Garonne. Den går förbi städer som Toulouse, Carcassonne, Béziers  och Agde för att sen rinna ut i Étang de Thau (Thau bassängen) nära Sète. Den passerar också via mindre städer och byar så som Capestang och Colombiers, Hérault.
Canal du Midi är upptagen på Unescos världsarvslista sedan 1996.

## Historia

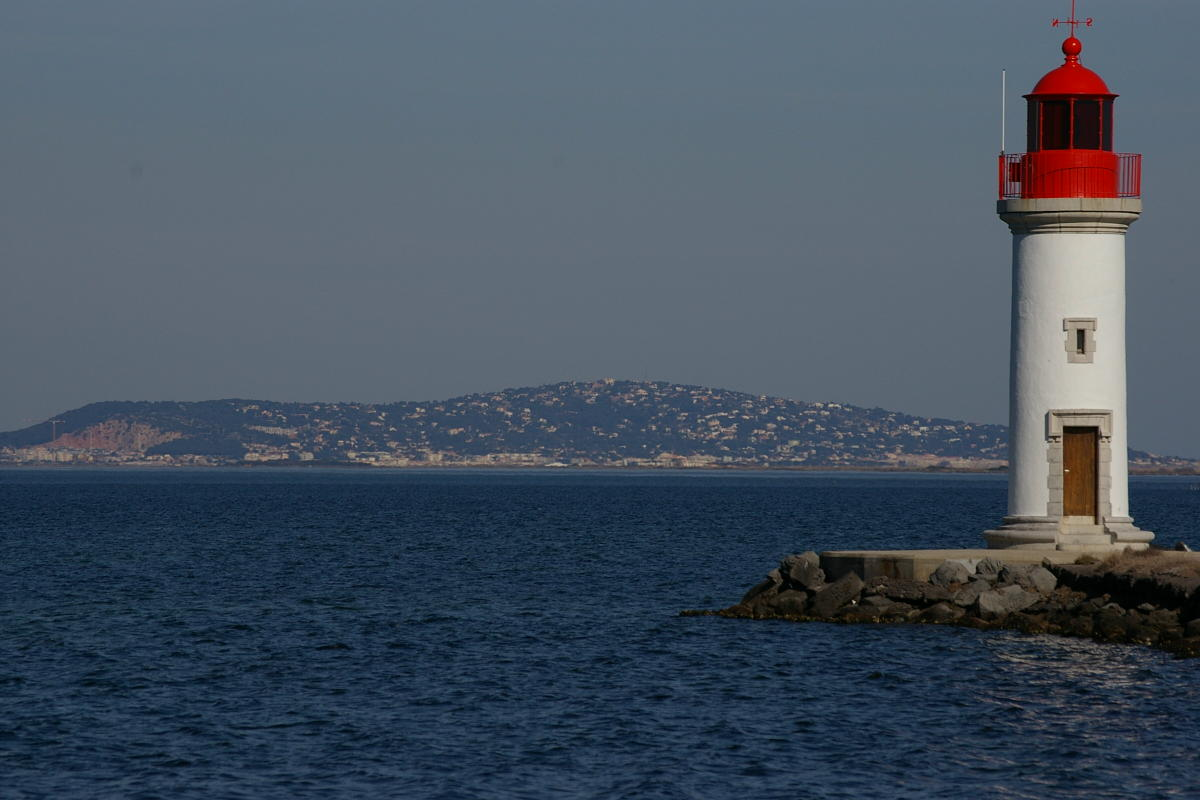
Thau bassängen

Produktionen och transporten av vete motiverade bygget av kanalen. En kanal genom Frankrike skulle göra det möjligt att resa mellan Atlanten och Medelhavet utan att resa runt Spanien. Man hade länge planerat ett liknande bygge och stora ledare så som Karl den store och Henrik IV hade övervägt det eftersom det var en stor ekonomisk och politisk möjlighet. Det var dock omöjligt att utföra några av de presenterade förslagen på grund av de rådande ekonomiska och mänskliga förutsättningarna.  Inte förrän 1662 när Pierre-Paul Riquet presenterade sitt förslag för Ludvig XIV kunde man sätta igång med bygget och det ansågs ge Frankrike en stor fördel eftersom det minimerade Spaniens makt och Frankrike kunde visa sig starkare. 
Byggandet av kanalen började år 1667. 1671 började konstruktionen av hamnen i Sète som byggdes för kanalen. Under arbetet år 1680 dör Riquet men projektet avslutas inte då La Feuille, kungens ingenjör, tog över. Kanalen var klar 1681 och bygget avslutades i Béziers.  Därefter följde en noga inspektion av det utförda arbetet, initierat av kungen för att försäkra att kanalen var av god kvalitet. Den öppnades för allmänheten den 15 maj 1682. 
Under de fjorton åren som det tog arbetade runt 12 000 med bygget. Alla dessa var kvinnor och män mellan tjugo och femtio år. Lön infördes för att tacka de lojala arbetarna och husrum erbjöds för en liten summa pengar. Till störst del var det byggnadsarbetare och bönder som arbetade med kanalen och antalet arbetande varierade mycket från säsong till säsong. Vid vissa tillfällen tillkallades militären för extra händer när arbetskraften minskade. Arbetet utfördes manuellt med verktyg så som spadar och hackor. Arbetarnas villkor var ovanligt bra för epoken med en bra lön, söndagar och helgdagar kompenserade och sjukfrånvaro, något som aldrig hade setts förut.

## Konstruktion

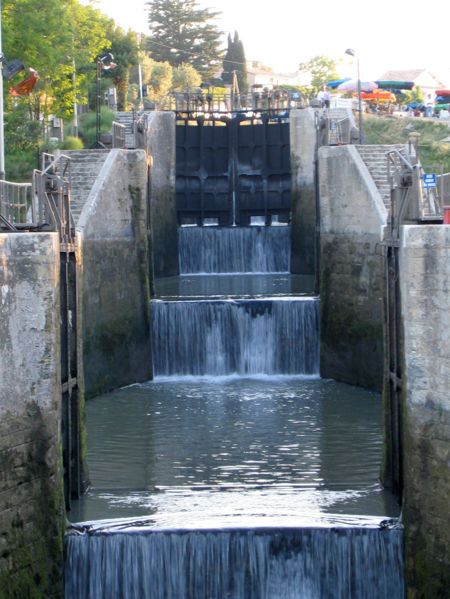
Écluses de Fonserannes

Kanalen är i genomsnitt 2 meter djup och 20 till 24 meter bred. Den högsta punkten ligger 190 meter över havet och finner sig vid Naurouze. Det finns 130 broar som korsar kanalen, en tunnel och 63 slussar.
Det krävs 90 miljarder liter vatten om året för att hålla kanalen levande. Vattnet tillsätts vid den högsta punkten, Naurouze, via ett mycket komplicerat system som använder vatten från Montagnes Noires flera mil från kanalen. 
Slussarna i kanalen var i originalform ca 29.2 meter långa, 2.5 meter höga, 11 meter breda på mitten och 5.8 meter breda vid portarna. Dessa är mycket karakteristiska för Canal du Midi och är i formen ovoïde vilket liknar formen av ett ägg. Många har dock byggts om senare och är nu elektriskt manövrerade. Några av slussarna är speciellt byggda och arkitektoniskt komplicerade och utsmyckande. Till exempel, slussarna vid Fonserannes (”Ecluses de Fonserannes”), nära Béziers, består av åtta sammanhängande bassänger och nio portar vilket tillåter en höjdskillnad på drygt 21 meter. Dessa bassänger sträcker sig tillsammans över mer än 300 meter. 
Den första tunneln för en kanal byggdes för Canal du Midi. Denna kallas ”Tunnel de Malpas” (Malpastunneln) och har fått sitt namn från ”mauvais passage” vilket betyder dålig passage. Under arbetets gång stötte man på väldigt sprött berg som var väldigt svårhanterat och det hotade hela bygget av tunneln. Man började planera att styra om bygget och dra kanalen någon annanstans vilket skulle vara mycket svårt då marken skulle vara för blöt om man drog den längre söderut. Riquet ville inte ändra på planerna så han fortsatte bygget i hemlighet för att senare kunna övertyga beslutstagarna att det skulle fungera. Med framgång så byggdes tunneln som blev 173 meter lång.
Mellan slussarna av Argens (vid Minervois) och slussarna vid Fonserannes (vid Béziers) är kanalen belägen drygt 31 meter över havet. Sträckan är 54 km lång och är helt fri från slussar och är därför väldigt lättnavigerad. Det partiet av kanalen kallas ”Le Grand Bief” vilket betyder ungefär den stora sträckningen.
Längs kanalerna planterades plataner, mer än 40 000 träd. De planterades för att stabilisera kanalbanken och ge skugga till pråmdragarna. De har sedan 2006 angripits av en parasit som sedan tidigare angripit träd i södra Frankrike. Parasiten anses ha kommit till Frankrike under andra världskriget med amerikanska ammunitionslådor gjorda i trä.

## Turism och näring

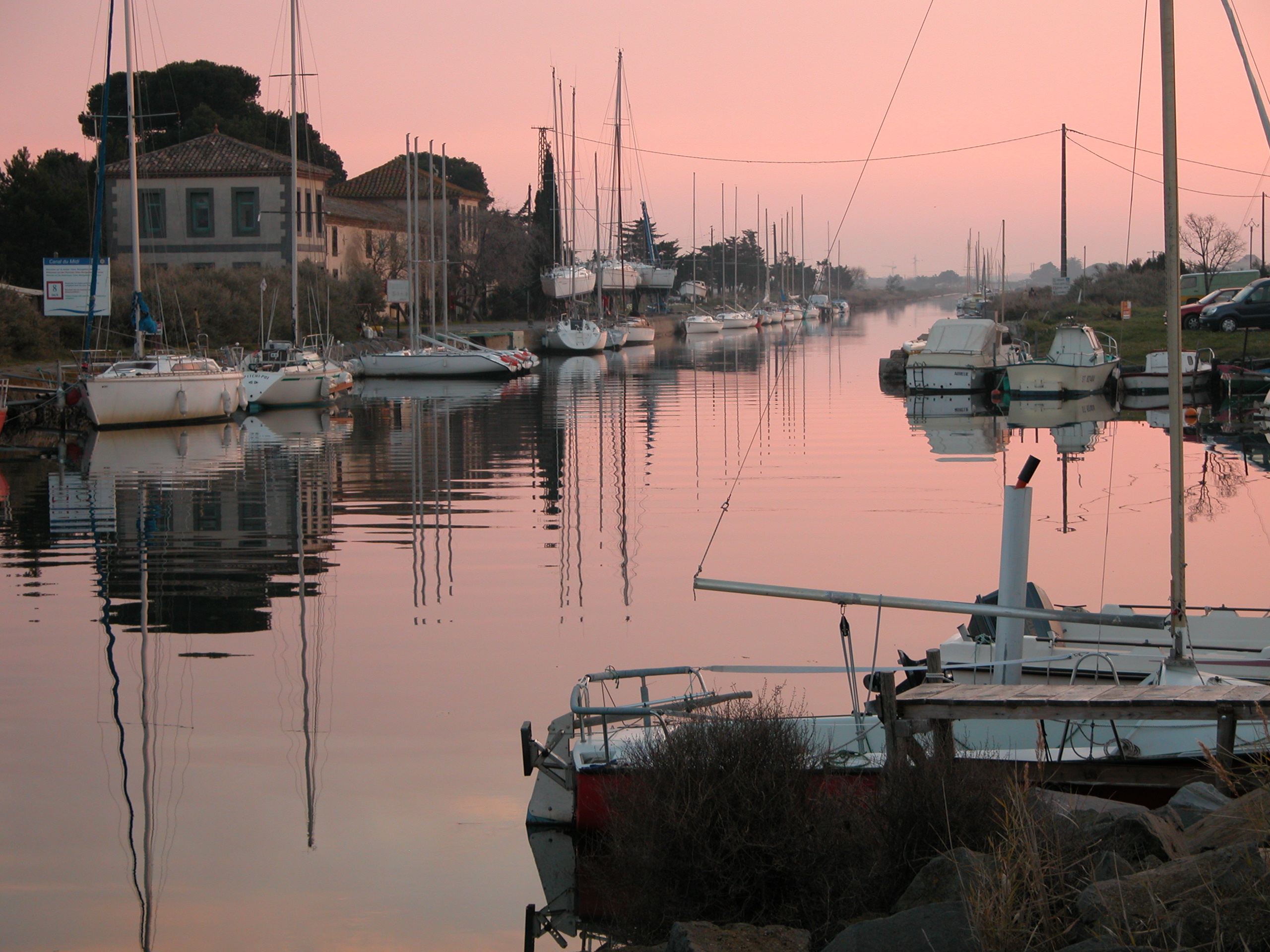

Canal du Midi är en av de äldsta kanalerna i Europa som fortfarande används aktivt och besöks ofta via cykel eller båt. Den används inte längre i sitt ursprungliga syfte av transport utan är numera en turistattraktion. Men under sin första tid så fick den handeln av vete och vin att skjuta i höjden i Languedoc. Kanalen tillät att sälja varor i ett mycket större område än tidigare och man kunde lätt transportera gods till andra Medelhavsstäder från Languedoc. Under första halvan av 1700-talet förbättrades lantbruket mycket tack vare kanalen och man kunde också ta in nya produkter så som ris, kryddor och Marseille-tvål.
Kanalen står för en femtedel av flod-turismen i Frankrike. Fyra av fem resande på kanalen är turister av utländsk ursprung, till störst del från Tyskland, Storbritannien och Schweiz.  Vid slussen vid Fonserannes räknas ca 10 000 båtar per år. Kanalen i sig skapar arbete för ungefär 1900 personer. Den är öppen för allmänheten från slutet av mars fram till den första veckan i november. Under vintern utförs underhållsarbeten och endast vissa som har ansökt om lov får då vistas på kanalen. Under perioder då det är väldigt torrt används kanalen som vattenreservoar för det närliggande lantbruket och är därför fortfarande viktig för regionens näring. 

## Natur och omgivning
I kanalen lever och reproducerar olika fiskar så som braxen och det finns också olika typer av sötvattensmusslor. Längs nästan hela kanalen växer plataner, träd som blir mellan 30 och 40 meter höga som planterades under Första franska kejsardömet. Det beräknas finnas ca 42 000 plataner längs kanalen. 
De olika städerna och byarna som kanalen korsar erbjuder många olika kulturarv och miljöer. Le Grand Bief kantas av vingårdar tillhörande de två stora regionala AOC, St-Chinian och Minervois. Där finner man också flera äldre slott och i byn Capestang ligger  ”la collégiale St-Etienne”, en kyrka från 1200-talet i klassisk gotisk stil. Då vädret är klart kan man se Pyrenéerna i söder och bergskedjan Caroux i norr. Kanalen flyter också förbi Carcassonne som är känt för den gamla delen av staden som påbörjades redan på romartiden. Staden är listad på Unescos världsarvslista. Staden Agde som kanalen också passerar är känt för sina byggnader i brun basalt och kallas därefter  ”la perle noire de la Méditerranée” (Medelhavets svarta pärla).